# اسکوبا

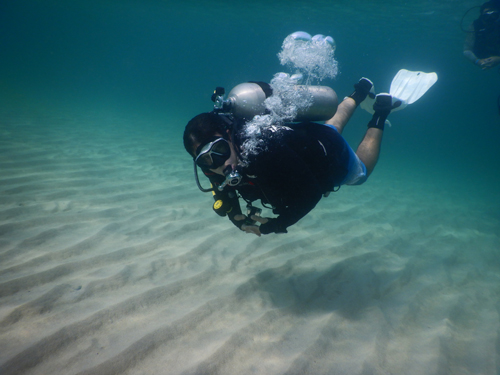
غواصی درحال استفاده از اسکوبا

اسکوبا (به انگلیسی: Scuba) مجموعه وسایل و تجهیزاتی است که به‌کمکِ آنها می‌توان در زیر آب، به‌راحتیِ روی آب، تنفس کرد. این وسایل شامل کپسول، شیر و رگلاتور است.

## رگلاتور غواصی یا تنظیم‌کنندهٔ فشار هوای تنفسی

رگلاتور غواصی اسکوبا

رگلاتور وسیله‌ای‌ست که هوای تنفسیِ پرفشار درون سیلندر را برای تنفس غواص آماده می‌کند و او را قادر می‌سازد تا در زیر آب تنفس کند. این بخش از تجهیزات اجازه می‌دهد که هوا با فشار مناسب و به‌صورت یکسان به غواص رسانده شود. رگلاتورها دارای دو مرحله کاهش فشار هستند: در مرحلهٔ نخست، هوای پرفشار درون تانک به فشار متوسط کاهش می‌یابد؛ در مرحلهٔ دوم آن فشار متوسط به فشاری معادل با فشار محیط کاهش می‌یابد تا غواص بتواند به‌سادگی از آن تنفس کند. مرحلهٔ دوم رگلاتورها، که در دهان قرار می‌گیرد، دارای دکمه‌ای فشاری در جلو است که برای بیرون راندن آب از درون آن استفاده می‌شود.

## کپسول اسکوبا یا تانک هوا

سیلندر و کپسول اسکوبا

تانک هوا یا کپسول اسکوبا، سیلندر فلزیِ خاصی‌ست که می‌توان هوای تنفسی را با فشار در آن ذخیره کرد. این وسیله از نوع مارین استیل (فولاد دریایی) یا آلومینیوم ساخته می‌شود و هوای درون آن به‌وسیلهٔ یک شیر به خارج راه می‌یابد.
کپسول اسکوبا سیستم  تنفس زیرآبی که محتوای هوای فشرده می‌باشد است و مخفف اصطلاح انگلیسیِ Self-contained underwater breathing apparatus است، حاوی هوای تنفسی‌ست که مهم‌ترین عنصر موردنیاز فعالیت‌های زیرآبی است و همان‌گونه که اشاره شد، این هوا مخلوطی از ۲۱٪ اکسیژن و ۷۹٪ نیتروژن است. بنابراین و بر خلاف عقیدهٔ بسیاری از مردم، که تصور می‌کنند غواصان به‌هنگام غواصی اکسیژن تنفس می‌نمایند، این هوا، هوای معمولیِ موجود در اتمسفر زمین است و اکسیژن نیست.
این هوا در غواصیِ تفریحی توسط کمپرسورهای مخصوص هوای تنفسی فشرده شده و پس از خشک شدن (رطوبت‌گیری) درون سیلندر یا تانک هوا ذخیره می‌گردد.